# Xylocopa frontalis
Xylocopa frontalis es un himenóptero ápido, una entre las cerca de quinientas especies de abejorros carpinteros del género Xylocopa establecido por Pierre André Latreille en 1802.

## Distribución
Se encuentra a estas abejas en casi toda Sudamérica y Centroamérica, cubriendo un área que va desde el área central de México (Distrito Federal, Oaxaca) hasta el norte de Argentina (Ciudad de Buenos Aires, Provincia de Buenos Aires). Sin embargo, también se han reportado avistamientos de la especie en los Estados Unidos (Misisipi, Nueva York), Sudáfrica (Provincia Oriental del Cabo), Alemania (Renania-Palatinado) y la República Checa (norte de Moravia).

## Morfología
Alcanzan un tamaño de entre 2 a 2,5 centímetros, por lo que suelen ser confundidos con los abejorros: esta confusión puede resolverse sencillamente observando el abdomen, que en el caso de los abejorros está cubierto de vellos, mientras que en el de las abejas carpinteras es mayormente lustroso. Como es habitual entre las especies de Xylocopa, X. frontalis no se diferencia morfológicamente demasiado de las otras sino en la pigmentación, que en el macho es totalmente amarilla con algunas franjas más oscuras en la región abdominal y en la hembra es negra, siendo sus franjas de color rojizo o rojo.

## Hábitos y particularidades
De la misma forma en que el resto de las especies del género, esta abeja es de carácter solitario y no forma colonias como es habitual en algunas otras especies de abejas (abejas melíferas, abejorros). Comparte con otros miembros del género su instinto de construir nidos dentro de la madera: excava agujeros cilíndricos de alrededor de 1,30 centímetros de ancho por un máximo de 25,4 de profundidad. En el fondo de estos nidos la hembra deposita una bola de pasta de polen humidificado con su saliva, en la cual pone un único huevo que luego cubre con aserrín, aglutinado de nuevo con sus secreciones bucales, formando así una especie de celda. Este proceso se repite, anteponiendo cada una de las nuevas celdas a la anterior, hasta que el túnel está lleno. Conforme los individuos del fondo van pasando las etapas de larva y pupa hasta llegar al estadio de imagos, los más cercanos a la abertura los van siguiendo en su metamorfosis, saliendo estos últimos en primer lugar del túnel y siendo seguidos en sucesión por los primeros.

## Galería de imágenes
|                                                                     |
| Hembra sobre flores de Bertholletia excelsa en Itacoatiara, Brasil. |

|                                                                    |
| Macho sobre flores de Bertholletia excelsa en Itacoatiara, Brasil. |

|                                     |
| Hembra en vuelo en Ubatuba, Brasil. |

|                                                                                    |
| Hembra sobre flores de Tibouchina granulosa en Ubatuba, Brasil, vista desde atrás. |

|                                |
| Vista de perfil, desde arriba. |

|                               |
| Vista de perfil, desde atrás. |

|                                |
| Vista completamente de perfil. |